# Swoboda (rejon kujurgaziński)
Swoboda (ros. Свобода) – wieś (sieło) w Rosji, w Baszkortostanie, w rejonie kujurgazińskim. W 2010 liczyła 629 mieszkańców.